# فمینیسم پساساختارگرایانه
فمینیسم پساساختارگرایانه (انگلیسی: Post-structural feminism) شاخه‌ای از فمینیسم است که با بینش‌هایی از تفکر پساساختارگرایی درگیر است. فمینیسم پساساختارگرایانه بر «ماهیت تصادفی و گفتمانی همه هویت‌ها» و به‌ویژه برساخت‌گرایی اجتماعی سوبژکتیویته‌های جنسیتی تأکید دارد.
مانند خود پساساختارگرایی، شاخه فمینیستی آن، تا حد زیادی ابزاری برای تحلیل ادبی است، اما به روان‌کاوی و نقد اجتماعی-فرهنگی نیز می‌پردازد و به‌دنبال کشف روابط بین زبان، جامعه‌شناسی، ذهنیت و روابط قدرت است که بر جنسیت تأثیر می‌گذارد.
فمینیسم پساساختارگرایانه همچنین به‌دنبال انتقاد از کیریارکی است، درحالی‌که به نظریه کیریارکی محدود نمی‌شود.

## برای‌مطالعه‌بیشتر
- Linda Nicholson ed. , Feminism/Postmodernism (1990)
- Margaret A. McLaren, Feminism, Foucault, and Embodied Subjectivity (2002)